# یواس‌ای‌اچ‌اس الگانکوین
یواس‌ای‌ایچ‌اس الگانکوین (به انگلیسی: USAHS Algonquin) یک کشتی است که طول آن ۳۱۷ فوت ۵ اینچ (۹۶٫۷۵ متر) می‌باشد. این کشتی در سال ۱۹۲۶ ساخته شد.